# Roberto Caldeyro Barcia
Roberto Caldeyro Barcia (Montevideo, 26 de setembre de 1921 – ibídem, 2 de novembre de 1996) fou un metge uruguaià especialista en ginecologia i obstetrícia.

## Biografia
Descendent d'espanyols i italians, investigador i professor de professors. Va ser el creador i director del Centre Llatinoamericà de Perinatologia, i després del PEDECIBA (programa per al desenvolupament de ciències bàsiques a l'Uruguai). Va ser pioner al món amb el Dr. Hermógenes Álvarez en el desenvolupament de Medicina Perinatal.
L'Uruguai ha tingut un paper clau en el naixement de la perinatologia, gràcies principalment a les contribucions essencials en el camp començat pels professors Roberto Caldeyro-Barcia, M.D., i Hermógenes Álvarez, M.D.

### Tasca científica
Foren el prof. Caldeyro-Barcia i el prof. Hermógenes Álvarez els que establien un sistema de traça l'any 1947 per controlar la pressió amniòtica intrauterina durant l'embaràs, la qual cosa feia possible analitzar i definir la contractilitat uterina durant l'embaràs i el part, mesurant la intensitat i freqüència de les contraccions i el to uterí. Aquesta investigació va conduir a l'ús mundial de les Unitats de Montevideo per qüantificar l'activitat uterina.
Caldeyro-Barcia i Hermógenes Álvarez el 1955 també desenvolupaven un mètode per fer l'efecte de les contraccions uterines sobre la proporció de cor fetal, que es convertiria més tard en la base de control fetal, globalment utilitzat per controlar la resposta del fetus a les contraccions durant el treball uterí i evitar que qualsevol dany neurològic resultés d'una privació d'oxigen.
El 1970, l'Organització de Salut Americana creava el primer Centre Llatinoamericà de Perinatologia (APLAUDEIXI) a Montevideo, nomenant el prof. Caldeyro-Barcia com el seu director. Això es convertia en un centre de formació i referència per a professionals a Amèrica Llatina i en qualsevol altre lloc; amb això va formar a metges des de Suïssa, els Estats Units, Alemanya, Japó, Suècia, Espanya, així com una xifra àmplia de llatinoamericans, molts dels quals són avui membres de facultat als seus països d'origen.
L'Associació Mundial de Medicina es creava a Tòquio el 1991, durant el primer congrés mundial d'aquesta especialitat, que tenia el Dr. Erich Saling (des d'Alemanya), Shouichi Sakamoto (des del Japó) i Roberto Caldeyro-Barcia (des de l'Uruguai) com els seus fundadors i seguidors principals.

### Estudis
Roberto Caldeyro Barcia es graduà en Medicina per la Universitat de la República (Uruguai) el desembre de 1947. S'especialitzava en la fisiologia obstetricial sota la influència d'investigadors excepcionals com el belga Corneille Heymans i l'argentí Bernardo Houssay, premis Nobel de Fisiologia i Medicina, respectivament.
A l'Escola de Medicina de Montevideo, era instructor de Fisiologia (1942-1947), professor de Fisiologia (1948), professor adjunt de Fisiologia (1950), cap del Departament de Fisiologia Obstetricial (1959), iprofessor i president de Fisiologia (des de 1965).
Entre altres coses, Caldeyro Barcia i Hermógenes Álvarez obtenien els primers enregistraments de pressió amniòtica intrauterina el 1947. En aquest mateix any, Roberto obtenia el seu títol de Doctor en Medicina amb només 26 anys.

## Premis
Caldeyro-Barcia va rebre més de 300 premis, entre ells:
- Premi Abraham Horwitz per la Salut Interamericana (1984).[3]
- Tres nominacions per al Premi Nobel de Medicina.[4]

Títols honoraris
- Doctor honoris causa per la Universitat de Santiago de Compostel·la: 1978.[5]